# Hilara recedens
Hilara recedens is een vlieg uit de familie van de dansvliegen (Empididae). De wetenschappelijke naam van de soort is voor het eerst geldig gepubliceerd in 1851 door Francis Walker.